# M107 (amas globulaire)
Pour les articles homonymes, voir M107.
M107 (ou NGC 6171) est un amas globulaire situé dans la constellation d'Ophiuchus à environ 20 800 a.l. (6,4 kpc) du Soleil et à 10 700 a.l. (3,3 kpc) du centre de la Voie lactée. Il a été découvert par l'astronome français Pierre Méchain en 1782. 
La vitesse radiale héliocentrique de cet amas est égale à (-33,6 ± 0,3) km/s.

## Histoire
Découvert par Méchain en 1782, M107 est, à ce que l'on sache, le dernier objet de Messier à avoir été découvert. M107 a aussi été découvert indépendamment par William Herschel le 12 mai 1793 qui fut aussi le premier à le résoudre en étoiles. Cet amas, ainsi que M105 et M106, n'ont cependant été ajoutés au catalogue de Messier qu'en 1947 par l'astronome américano-canadienne Helen Sawyer Hogg.

## Observation

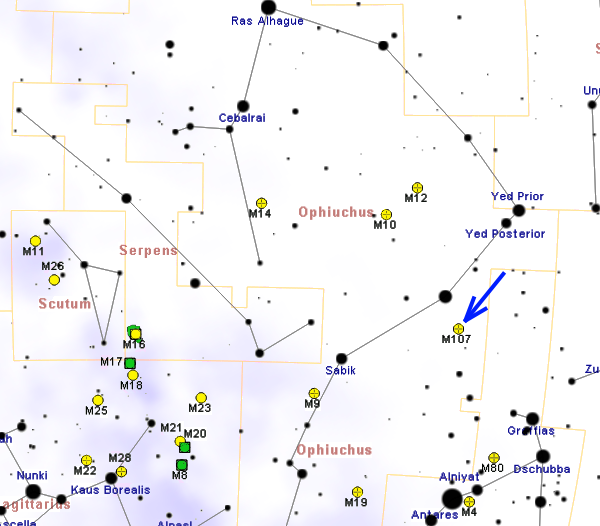
Position de M107 dans la constellation d'Ophiuchus.

Avec un magnitude de 7,8, M107 n'est pas visible à l'œil nu. Dans un petit télescope ou avec de puissantes jumelles, on peut le repérer à 2° 43' au sud-ouest de Zeta Ophiuchi ou à environ 10° au nord d'Antarès.
Avec un puissant télescope, on peut apercevoir l'amas dans son entier sur une étendue d'environ 13 minutes d'arc. On constate également dans les images de l'amas qu'il est moins dense que d'autres amas et qu'il contient apparemment quelques régions sombres, ce qui n'est pas habituel pour un amas globulaire.

## Propriétés
Selon Forbes et Bridges, sa métallicité est estimée à -0,95 [Fe/H] et son âge d'environ 13,95 milliards d'années.
Selon une étude publiée en 2011 par J. Boyles et ses collègues, la métallicité de l'amas globulaire NGC 6171 est égale à -1,02 et sa masse est égale à 182 000{\displaystyle M_{\odot }}. Dans cette même étude, la distance de l'amas est aussi estimée à environ 6,4 kpc (∼20 900 al).
La métallicité d'un objet céleste est le logarithme du rapport de sa concentration en fer sur celle du Soleil. Une métallicité de -1,02 à -0,95 signifie que la concentration en fer de M107 est comprise entre 11,2% et 9,5% de celle du Soleil. Après le Big Bang, l'Univers étant surtout composé que d'hydrogène et d'hélium, la métallicité était pratiquement nulle. L'univers s'est progressivement enrichi en métaux (éléments plus lourds que l'hélium) grâce à la synthèse de ceux-ci dans le cœur des étoiles. La métallicité des amas du halo de la Voie lactée varie d'un centième à un dixième de la métallicité solaire, ce qui signifie que ces amas se décomposent de deux sous-groupes, les relativement jeunes et les vieux . Selon sa métallicité, M107 serait donc un vieux amas. Il s'agit d'ailleurs de l'un des plus vieux objets de la Voie lactée.

## Galerie

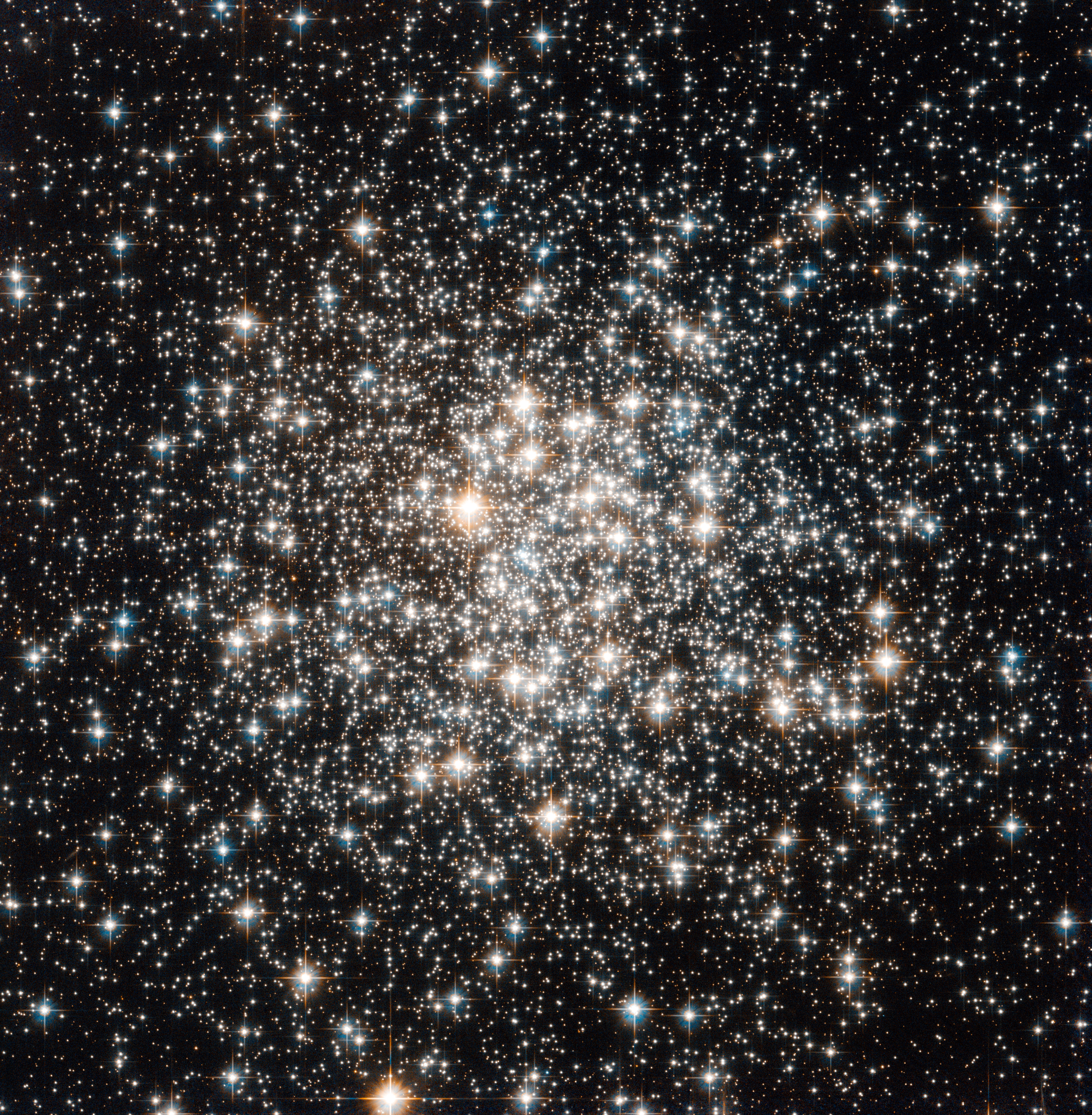
M107 par le télescope spatial Hubble.
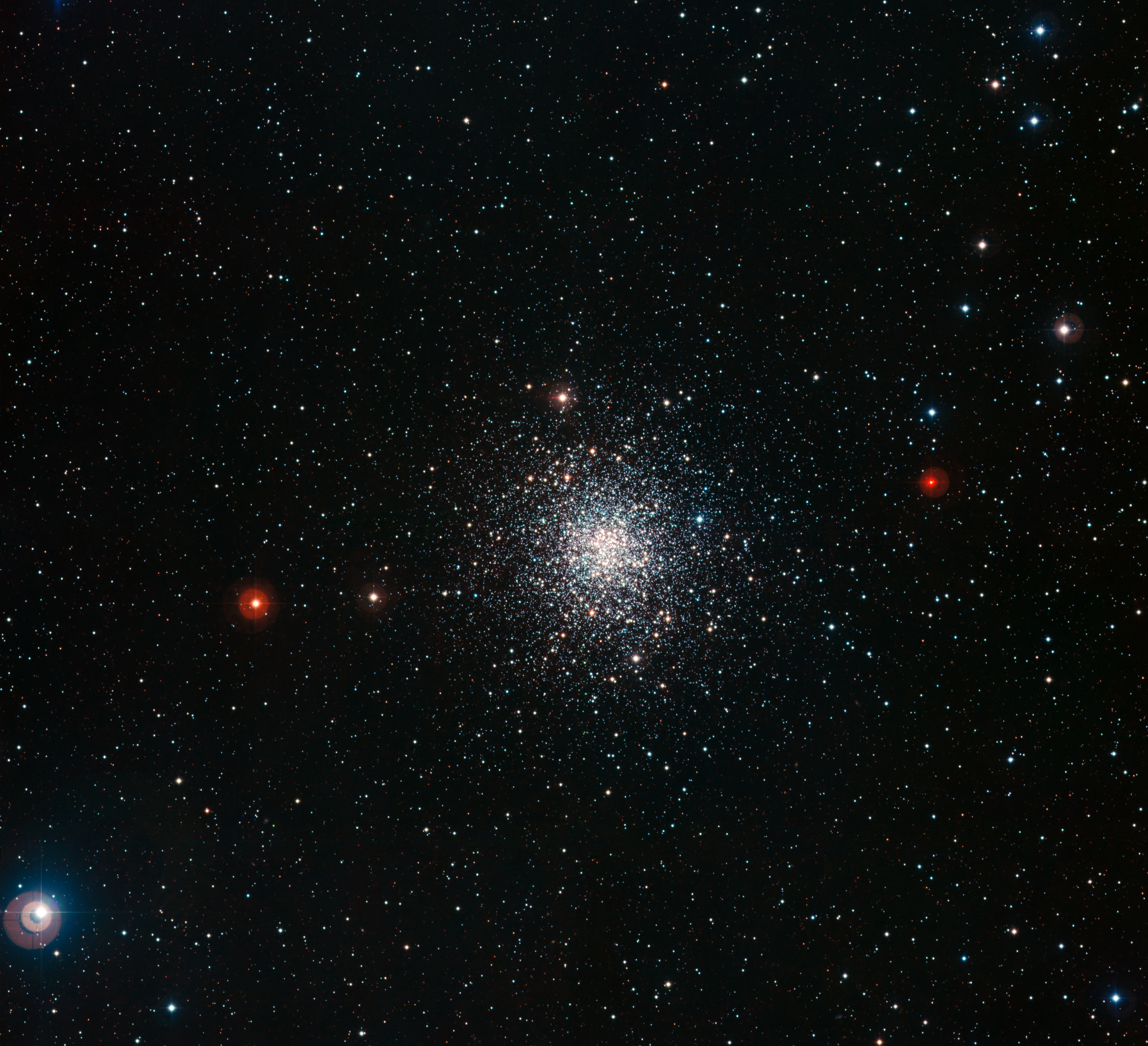
Messier 107 par le télescope de 2,2 mètres de l'Observatoire La Silla.
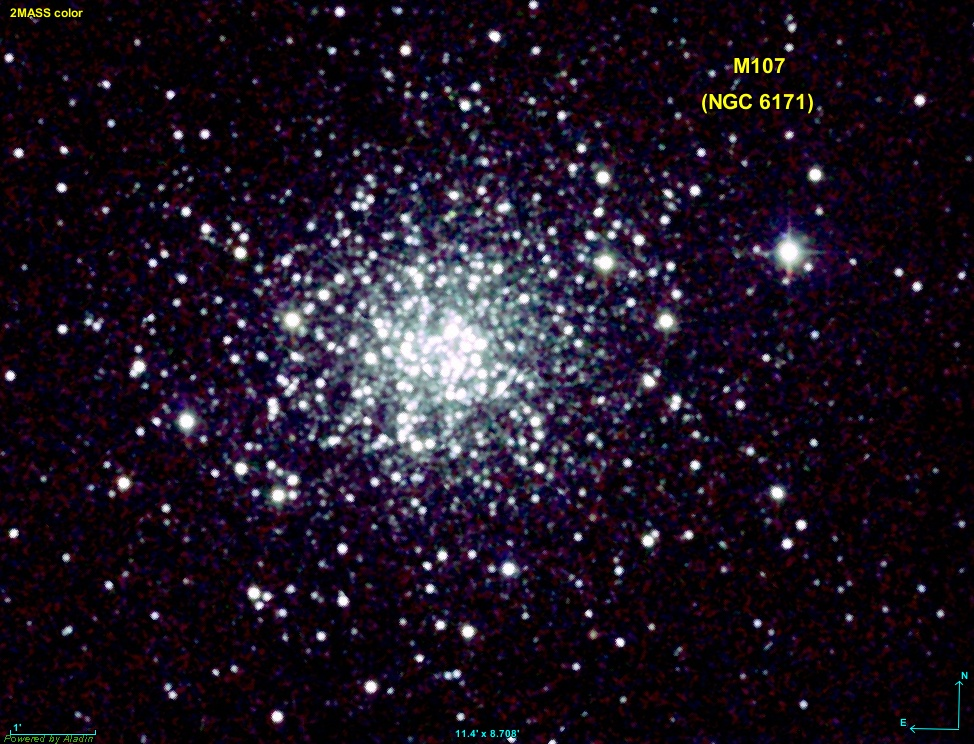
Messier 107 dans le domaine de l'infrarouge par le relevé 2MASS.
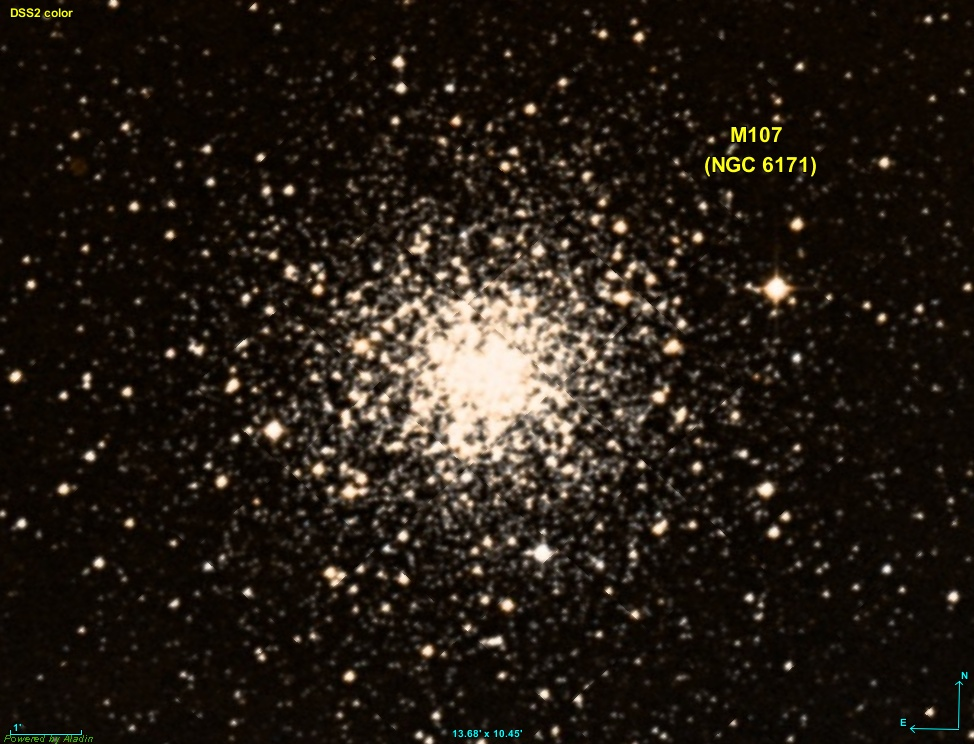
M107 par le relevé DSS.